# Lilly Stepanek
Pour les articles homonymes, voir Štěpánek.
Lilly Stepanek (née le 18 juillet 1912 à Vienne, morte le 24 mai 2004 à Baden) est une actrice autrichienne.

## Biographie
Fille d'un maître d'œuvre qui travaille à Stockerau, elle fréquente le Gymnasium local et, dès l'âge de 16 ans, s'inscrit à l'Académie de musique et des arts du spectacle de Vienne. Elle fait ses débuts sur scène à Brno en 1932. Après des engagements à Soleure et à Salzbourg, elle rejoint le Landestheater Linz. En 1936, Werner Krauss l'engage au Burgtheater. Jusqu'en 1987, elle joue à la fois des classiques et des contemporains, mais aime particulièrement les auteurs autrichiens. En tant que fille d'une mère juive, elle est interdite de se produire par les nazis de 1938 à 1945, c'est pourquoi elle travaille comme écrivain pendant cette période.
En 1947 paraît Malina, une histoire humoristique du milieu théâtral, puis en 1960 Suleika ; entre-temps, elle publie des textes dans Arbeiter-Zeitung, journal social-démocrate. En 1949, elle est l'un des membres fondateurs de l'association caritative Künstler helfen Künstlern, qui fonde en 1964 la maison pour artistes âgés baptisée en hommage à Hilde Wagener et dans laquelle elle vit sa vieillesse.
À partir de 1957, Stepanek est engagée également à l'Opéra populaire. En 1969, elle est nommée Kammerschauspielerin.
À de rares occasions, elle est actrice pour le cinéma.

## Filmographie
- 1947 : Mélodies viennoises (de)
- 1950 : La Puissance de l'amour (de)
- 1951 : La Guerre des valses
- 1955 : La Fin d'Hitler
- 1957 : Wien, du Stadt meiner Träume